# Félix Vialart de Herse
Félix Vialart de Herse, né à Paris le 3 septembre 1613 et mort à Châlons-en-Champagne le 11 juin 1680, est un ecclésiastique, qui fut évêque de Châlons de 1642 à 1680.

## Biographie
Félix Vialart de Herse est le fils de Michel Vialart de Herse, président du Parlement de Paris et ambassadeur auprès de la Confédération des XIII cantons et de Charlotte de Ligny. Il est le neveu de Charles Vialart de Saint-Paul, supérieur-général de l'Ordre des Feuillants.
Destiné à l'Église, il est pourvu en commende de l'abbaye de La Celle et de l'abbaye de Pébrac. Désigné comme évêque de Châlons en 1640, confirmé le 26 mai 1642 et consacré à Paris dans l'église du couvent des Feuillants en juillet par Léonore d'Estampes de Valençay, évêque de Chartres en même temps que son oncle Charles Vialart de Saint-Paul comme évêque d'Avranches. Il assiste à l'Assemblée du clergé de 1645, fonde dans son diocèse un séminaire en 1646 et réunit un synode en 1648. Il est présent lors du sacre de Louis XIV en 1654.
Il laisse une grande réputation de vertu, bien qu'il soit qualifié de « Gallican entêté et de janséniste perfide » et créé l’Institution des dames régentes dont le siège est installé à Vertus, un village situé à quelques kilomètres de Châlons.
Lorsqu'il meurt dans son séminaire de Châlons le 11 juin 1680 il s'est mis en total accord avec le Saint-Siège à l'occasion de la publication du « formulaire » de 1680 sur le Gallicanisme du pape Alexandre VIII. Sa biographie est publiée à Cologne en 1738 par Claude-Pierre Goujet.